# Beatrice Were
Beatrice Were (sinh vào khoảng năm 1966) là một nhà hoạt động vì bệnh AIDS ở Uganda. Cô phát hiện ra rằng mình dương tính với HIV vào năm 1991, một tháng sau khi chồng cô qua đời vì AIDS.

## Công việc
Vào năm 1993, Beatrice Were đã đồng sáng lập tổ chức phi chính phủ NACWola để hợp nhất những phụ nữ ở Ucraina sống chung với HIV và cải thiện chất lượng cuộc sống của họ. Cô đã từng là điều phối viên quốc gia của NACWOLA, và là Điều phối viên điều hành của Cộng đồng Phụ nữ Quốc tế sống chung với HIV / AIDS, Uganda. Cô hiện là Điều phối viên quốc gia về HIV / AIDS cho ActionAid Uganda.

## Hoạt động
Một trong những nhà hoạt động vì AIDS cao nhất ở châu Phi, Beatrice Were đã trở nên nổi tiếng với những lời chỉ trích mạnh mẽ về chính sách AIDS toàn cầu của Hoa Kỳ. Cô cáo buộc chính phủ Mỹ đã bóp méo các chương trình phòng chống HIV ở châu Phi để ủng hộ cách tiếp cận kiêng khem không hiệu quả, và do đó làm tăng sự kỳ thị và gây nguy hiểm đến tính mạng. Bài phát biểu của cô tại Hội nghị về AIDS Quốc tế lần thứ XVI ở Toronto, trong đó cô đã tấn công vào phương pháp "ABC" để phòng chống HIV, đã giành cho cô một sự hoan nghênh nhiệt liệt. 

## Giải thưởng
Đã được trao Giải thưởng Nhân đạo InterAction năm 2003. Cô cũng đã giành được Giải thưởng Bảo vệ Nhân quyền, danh hiệu cao quý nhất do Tổ chức Theo dõi Nhân quyền trao tặng.